# Mesopotamska medicina
Medicina Mesopotamije je predhipokratski period u istoriji medicine koja se razvila na području između reka Tigar i Eufrat, naseljenom Sumercima, Akađanima, kasnije Vaviloncima i Asircima, poznato pod nazivom Mesopotamija. Ovo područje koje odgovara prostoru današnjeg Iraka, jedno je od najvažnijih područja ne svetu ne samo za razvoj medicine već i za istorijski razvoj čovečanstva („kolevka civilizacije“). Iako je mesopotamska civilizacija stara koliko i egipatska i možda je čak prethodila njoj, mi znamo mnogo manje o mesopotamskoj medicini, uglavnom zato što je klinasti izvorni materijal manje istražen.
Medicina Asirije i Vavilona obilovala je mešavinom mistike, verskog i narodnog iskustva. Medicina je u tom periodu bila u uverenju da su život na Zemlji stvorila nebeska božanstva, personifikovana nebeskim telima, a bolest ili zdravlje daruju pojedincu posredno preko zlih, odnosno dobrih duhova. Marduk je bio bog lekar, koji je po verovanju ovih drevnih naroda, stvorio čoveka iz svoje krvi i uz pomoć boginje Arure. Boginji Ištar (koja je upravljala seksualnom željom i polnim nagonom) pripisivana je kontrola nad čovekovim razmnožavanjem i trajanjem kroz potomstvo.
Medicinska praksa u Mesopotamiji je bila strogo kodifikovana, počevši od Hamurabijevog zakonika u 18. veku pre nove ere i zadržala se do kasnog 1. milenijuma pre nove ere . Dela poput takozvanog Dijagnostičkog priručnika, Asirskih biljnih recepata i  tekstova koji opisuju obrazloženje mesopotamske medicine, zasnovana su pretežno na natprirodnim konceptima, iako se uočavaju rudimentarni tragovi empirijske medicine. Postoje dokazi da je egipatska medicina možda bila pod uticajem mesopotamskih praksi, ali grčka racionalna medicina kakva je evoluirala u 5./4. veku pre nove ere gotovo sigurno nije imala značajnije mesopotamske korene.

## Istorija
Plodna i bogata ravnica oko reka Eufrat i Tigar omogućila je Vaviloncima i Asircima da ostvare visoko razvijenu autentičnu civilizaciju u periodu od oko 3.000 do 593. godine pre nove ere. Na stranicama istorije zapisanim u Bibliji, u vreme neposredno nakon Nojevog Potopa, kada su ljudi počeli da se sele sa istoka, o nastanku Mesopotamije nalazimo ovaj zapis: 
| „ | “...nađoše ravnicu u zemlji Senar i naseliše se onde”. | ” |

Baš tu, u zemlji Senar, bio je sagrađen grad Vavilon, pa je ta zemlja prvo postala poznata kao Vavilonija a nešto kasnije kao Mesopotamija. Na tom prostoru gde su velike reke Eufrat i Tigar naplavile ogromne količine plodne zemlje, koja je darovala obilne letine, oko četiri hiljade godina pre Hrista osnovani su prvi sumerski gradove, u kojima je više od tri hiljade godina cvetala kultura Sumera, Akađanima, Vavilonca i Asiraca. 
Plemena Sumeri i Akaidi, prvobitno nastanjeni u Haldeji, stvorila su prvu vavilonsku državu, zaposednuvši plodnu ravnicu oko donjeg toka reka Tigar i Eufrat. Vavilonski car Hamurabije tek oko 2100. godine pre nove ere stvorio je moćnu državu ujedinivši do tada
razjedinjena i sukobljena brojna plemena na srednjem i donjem toku Tigra i Eufrata. Oko 1500. godine pre nove ere gorštačko pleme Asirci preuzimaju vlast u carevini i osvajanjem proširuju granice do Persijskog, Kaspijskog i Sredozemnog mora. Nakon propasti te asirske države 606. godine pre nove ere vavilonski car Nabopolasar obnavio je kao Vavilon, koji maksimalno unapređuje i ojačava car Navukodonosor. Vavilonsko carstvo trajalo je samo oko sto godina i nakon tog perioda zauvek propalo i nestalo.
Religija i kultura
Vavilonska i asirska država i kultura trajale su oko 2500 godina. Društveno uređenjeim je bilo robovlasničko. Religija je bila mnogobožačka, utemeljena na astrološkim pojavama. Priznavan je jedan – najviši bog i njemu nisu podizani hramovi. Niži bogovi su bili predstavljeni Suncem, Mesecom i sa pet većih planeta i zvezda. Sveštenici su bili nosioci kulturnogi civilizacijskog napretka i pismenosti, izučavali su i tumačili astrološke zakonitosti, utemeljili matematiku, geometriju, izmislili prva klinasta slova i uveli astrološka praznoverja u cilju predskazivanja i gatanja. Stvorili su i visoko razvili svoju medicinu i široko utkali u nju vradžbine i astrologiju.
Vavilonski lekari su često bili sudije i advokati, što može biti jedan od razloga nepovjerenja bolesnika prema njima. Ali kako druge pomoći nije bilo ljudi su morali prihvatiti ovu pomoć. Ovo je moguće objasniti kao nekom vrstom degradiranja lekarske struke jer se medicina u Mesopotamiji zasnivala na metodiama pokušaja i grešaka u lečenju, koje su nažalost zbog nepoznavanja anatomije čoveka bile veoma česte. Pored ove nelogičnosti prema Herodotovim zapisima znamo i da su se u Vavilonu bolesnici lečili između ostalog i na način da se iznesu na glavni trg na kome su onda, na osnovu prethodnio stečenih saznanja ljudi (koji su već imali iskustva sa sličnom bolesti), određivali način i dužinu lečenja. 
Pismenost
Kultura Mesopotamije karakterisala se najranijom upotrebom pisanog jezika (klinasti jezik) koji je preživeo i do danas na mnogim glinenim pločama i gravirama. Upravo zahvaljujući ovim pločama prenete su mnoge naučne, socijalne i administrativne informacije, u kojim su savremenim istoričari medicine pronašli najstarije medicinske pisane tragove, koji dosežu do petog milenijuma pre nove ere. Zbog svega ovoga, Mesopotamija je poznata i kao „kolevka civilizacije“.
Od svih tih glinenih ploča oko 800 ploča, je posebno posvećeno medicini. Tako je na pločici pronađenoj u Nipuru (Nippur) (koja se danas smatra najstarijim pisanim medicinskim dokumentom) zabeleženo nekoliko recepata za lečenje.
Obrazovanje
Obrazovanju se u Asirsko–Vavilonskoj državi poklanjala izuzetna važnost, što potvrđuje biblioteka koju je formirao Asurbanipal. Ova biblioteka posedovala je oko 20.000 glinenih pločica ispisanih klinastim, pismom od kojih se 5% pločica odnosi na medicinu.
Obrazovanje lekara Asiraca i Vavilonaca bilo je na zavidnom nivou razvoja uprkos demonističkom tumačenju nastanka bolesti. Uzrok bolesti je u božjem gnevu šerta – što je ljutnja i gnev i kazna božija za učinjeni greh. 
Obrazovanje je nešto slabije bilo u oblasti anatomije i fiziologije, jer su se u izučavanja za praktičnu nastavu koristile životinje. Srce je smatrano sedištem razuma.
Zakonodavstvo
Car Hamurabi (oko 2100 godina pre nove ere), moćni ali pravedni vladar, zakonom je regulisao krivičnu i građansku odgovornost. Njegov Zakonik pravde, koji je predstavljao i prvi pisani akt iz oblasti lekarske deontologije, sačinjen je u korist bolesnih, potlačenih, udovica i siromaha. Hamurabijev zakonik, star je više od četiri milenijuma, sačuvan je u celini, i danas se čuva u Luvru, Pariz.
Hamurabijev zakon precizira novčanu nagradu lekaru za svaku intervenciju, ali i stepen odgovornosti za grešku lekara, prema vrsti i težini bolesti, društvenom položaju bolesnika, zavisno da li je punopravni podanik ili rob. 
| „ | Ako lekar izvrši tešku operaciju bronzanim nožem i prouzrokuje bolesnikovu smrt, ili ako pri skidanju katarakte razori oko, ima se kazniti odsecanjem ruke." Bile su predviđene i novčane kazne. | ” |

Obaveza lekara prema ovom zakoniku bila je i da pregled žene ne obavlja sam već samo u prisustvu trećeg lica.

## Karakteristike medicine Mespopotamije
Medicina Vavilona i Asirije obilovala je mešavinom mistike, narodnog i verskog iskustva. Osnova te medicine bilo je uverenje da su život na Zemlji stvorila nebeska božanstva, personifikovana nebeskim telima, a bolest ili zdravlje daruju pojedincu posredno preko zlih, odnosno dobrih duhova. Medicina Mesopotamije imala je svog boga zaštitinika. Njegov simbol, koji potiče iz trećeg milenijuma pre n.e. bila je zmija, koja obavija žezlo. Kult zmije postojao je i kod svih drevnih naroda, preuzeli su ga Grci a on se održao sve do danas.
Marduk je bio bog lekar. Po verovanju, on je stvorio čoveka iz svoje krvi uz pomoć boginje Arure. Boginji Ištar pripisivana je kontrola nad čovekovim razmnožavanjem i trajanjem kroz potomstvo, jer je ona upravlj ala seksualnom željom i polnim nagonom.
Lečenje je bilo po pravilu povezano sa magijom i jako složenim ritualom. Asirci su, prema istorijskim izvorima kojima danas raspolažemo, smatrali da bolesti nastaju kao posledica dejstva demona, i za nju upotrebljavali reč „šerto“ koja bi trebalo da znači: „ljutina bogova, greh.“ Takođe se u Mesopotamiji smatralo da su sva događanja vezana za bolest međusobno intimno povezana i da najtačnije podatke o bolestima ljudi daje posmatranje zvezda i jetre žrtvenih životinja.
Isceliteljstvo je takođe bilo istaknuti deo magijske medicine drevnih Vavilonaca. Na velikoj ceni bili su travari, jer se verovalo da svaka biljka ima energiju koja iz čoveka tera zle demone – izazivače bolesti. 
A sve je počelo od Ningišzida, sumersko-vavilonskog boga medicine, koji je veštinu lečenja naučio od zmija koje su uz pomoć trava, čuvale i podmlađivanja zdravlja, i na taj način dugo se održale u životu. Koristilisu i lekove. Lekovi su spravljani najčešće od biljaka – trava, ali se u zapisima pominju i drugi oblici lekova označavani zajedničkim imenom kamenje. Sa posebnom pažnjom Vavilonci su ritualno brali svaku travku. Najmoćnijim biljem smatrali su ono koje je raslo na visokim planinskim visoravnima jer je bliže bogovima i zato lekovitije. Za lečenje bešike koristio se žuti šafran, za vitalnost se upotrebljavao napitak od belog luka, dok se protiv kašlja i grudobolje koristila trava po imenu pasji jezik.
Lečenje se sastojalo u isterivanju đavola–demona iz bolesnika, prinošenjem žrtvene životinje koze. Nizom magija, gatalica i predskazanja bolesnik je oslobađan od demona. Sveštenici su bili prvi lekari, a kasnije se javljaju i narodni lekari, ali su svi lečili bolesnike na isti način. Lekari su zbog svog obrazovanja i veštine uživali visok ugled u društvenoj
hijerarhiji Vavilona i Asirije. Postojali su i posebni lekari specijalisti, recimo za snove i vodu.
O anatomiji se znalo jako malo. Srce je smatrano središtem inteligencije, a krv nosiocem života i svih stanja u organizmu.
U ovoj kulturi snovi su imale važan značaj, jer se na osnovu njih poricala sudbina. Vavilonci su veliki značaj davali i brojevima, pa su u medicinu uveli pojmove „kritičnog dana“, (npr. 7, 19 ili 21 dan u mesecu ili od početka bolesti) kada se bolest menja ili kada lekar ne sme remetiti prirodni tok bolesti. Naširoko su koristili i amajlije, talismane, ploče sa podacima o molitvi, protiv uroka i „krvopija“ itd.
Iako su bili uvereni da zvezde upravljaju tokom zaraznih bolesti, i da se tok epidemije odvija po zakonima aritmetike, Vavilonski religiozni zakoni koje su primenjivali], jednim delom, bili su i progresivni jer su propisivali primenu principa; izolacije obolelih sa znacima gube, upotrebu čiste vode i održavanje čistoće i lične higijene.
Najstariji vavilonski tekstovi o medicini datiraju iz razdoblja prve polovine drugog milenijuma pre Isusa. Najopsežniji vavilonski medicinski tekst, Dijagnostički priručnik napisao je lekar Esagil-rod-apli iz Borsippa, za vreme vladavine vavilonskog kralja Adad-apla-idina (1069—1046. pre Hristosa). Esagil-rod-apli je otkrio razne bolesti i njihove simptome koje je opisao u svom dijagnostikom priručniku (npr.simptome epilepsije i srodnih bolesti)
U vreme Starog vavilonskog carstva koje svoj puni razvoj dostiže u vreme Hamurabija (1792.p.n.e—1750.p.n.e), donet je i prvi pisani zakon robovlasničkog društva – „Hamurabijev zakon“, u kome se su između ostalog bili regulisani i honarari hirurga za lečenje, ali i teške kazne za neuspeh.
...„Ko povredi nekog u tuči mora platiti lekara...Lekar koji izleči prelomljeni ud treba dobiti pet srebrnjaka...Ako lekar nekog operiše nožem neka dobije deset srebrnjaka, a ako je pacijent rob neka njegov gospodar plati lekaru pet srebrnjaka...Ako pacijent umre krivicom lekara ili izgubi oko treba lekaru odrezati obe ruke... Ako je bolesnik bio rob lekar ga mora nadoknaditi drugim robom.“
Vavilonci su uveli i neke osnovne principe medicine kao što su dijagnoza, prognoza, fizički pregledi, recepti lekova. Osim toga, Dijagnostički priručnik iz tog doba uveo je metode terapije i etiologije i primenu empirizma, logike i racionalnosti u dijagnozi, prognozi i terapiji.
U prognostičkim priručnicima toga doba, opisuju se i simptomi bolesti (npr. bronhitisa, zapaljenja pluća, kamena u bubregu), sa dijagnozom i prognozom. Upotrebljavane su i lekoviti agensi opijum, kukurek, hašiš i razni minerali za lečenje kožnih i očnih bolesti, ali i puštanje krvi i masaža.

## Napomene
1. ↑  Više od polovine kreacionističkih knjiga sadrži, između ostalih, i argumente koji pokušavaju da dokažu da se Nojev Potop zaista desio onako kako je to opisano u Bibliji. Verovanje u doslovnost Biblijskih tekstova je glavni razlog za ovo, ali postoje i drugi razlozi: kreacionisti misle da mogu Nojev Potop da iskoriste kao objašnjenje za postojanje fosila, uglja, nafte, i drugih sličnih stvari, kao i da objasne šta se desilo sa izumrlim vrstama (potop ih je naglo zakopao pod naslagama mulja).
2. ↑  Ove pločice čuvaju se u Luvru.
3. ↑  Magija predstavlja skup posebnih radnji kojim su ljudi nastojali da obezbede naklonost dobrih duhova i odobrovolje zle duhove. I danas postoje specijalne tehnike koje imaju istu svrhu, čak se reklamiraju i u medijima.
4. ↑  Po sumersko-vavilonskom predanju, zmija je od njihovog najvećeg junaka Gilgameša ukrala travu besmrtnosti koju je on nabavio iz morskih dubina. Progutavši travu zmija je postala besmrtna. Pored toga zmija je i božansko bespolno biće. Ningišzid, sumersko-vavilonski bog medicine, naučio je od zmije veštinu lečenja pomoću trava, čuvanja i podmlađivanja zdravlja, i održanja života sparivanjem.[7]

## Literatura
- Hector Avalos, Illness and Health Care in the Ancient Near East: the Role of the Temple in Greece, Mesopotamia, and Israel
- M.Stol, Epilepsy in Babylonia (1993) JoAnn Scurlock, "Witchcraft and Magic in the Ancient Nar East and the Bible," in Encyclopedia of Women and World Religion
- JoAnn Scurlock, "Physician, Exorcist, Conjurer, Magician: A Tale of Two Healing Professionals," Papers of the 1995 Mesopotamian Magic Conference.
- Mary Coleman and JoAnn Scurlock, „Viral Hemorrhagic Fevers in Ancient Mesopotamia,”. Journal of Tropical Medicine.

## Spoljašnje veze
- Medicine in ancient Mesopotamia
- History of Medicine, Healing in Ancient Mesopotamia